# George Steele
Pour les articles homonymes, voir Steele et Myers.
William James Myers, né le 16 avril 1937 à Détroit et mort le 16 février 2017 à Cocoa Beach, plus connu sous son nom de ring George The Animal Steele, est un catcheur (lutteur professionnel) et acteur américain.
D'abord professeur de sport, il devient catcheur au début des années 1960 d'abord dans le Michigan puis sur la cote-est à la World Wide Wrestling Federation / World Wrestliing Federation. Il est un des rivaux de Bruno Sammartino qui est alors le champion du monde poids lourd de la WWWF.

## Jeunesse
Durant son enfance, Myers est un dyslexique non diagnostiqué. Au lycée Madison High School, il fait partie des équipes d'athlétisme, baseball, basketball et football américain. Il excelle dans ces quatre sport et obtient quatre varsity letter dans chaque sport ainsi qu'une bourse universitaire à l'université d'État du Michigan. Il y obtient un bachelor en éducation tout en étant joueur de l'équipe de football des Spartans de Michigan State,. Il poursuit ses études à l'université de Central Michigan avec un master en éducation.
Après l'université, il travaille comme professeur de sport dans le Madison High School.

## Carrière de catcheur

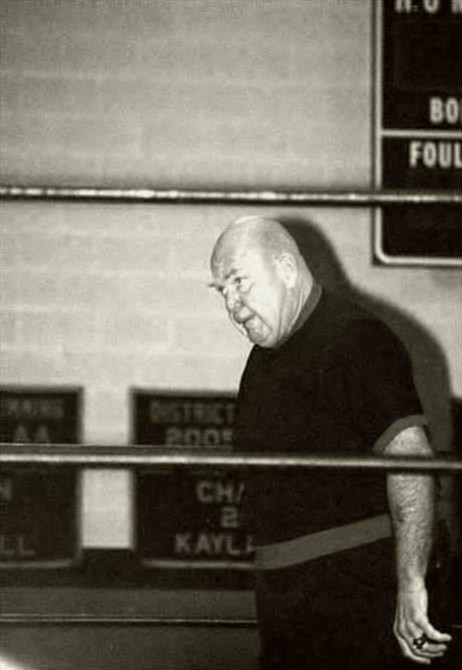
Le catcheur George Steele en 2009.

Quand il devient professeur, Myers est alors marié et père de deux enfants et sa femme est enceinte. Son salaire est alors de seulement 4 300 dollars par an. Un ami qui est videur d'un bar le met en contact avec Bert Ruby qui l'entraîne. Il décide de garder son identité secrète afin de ne pas perdre son travail d'enseignant en mettant un masque et lutte sous le nom de The Student dans le Michigan, l'Indiana et l'Ohio. Grâce au catch, il réussit à faire vivre sa famille et déclare avoir gagné 22 000 dollars durant l'été 1962.
Le 19 février 1966,, il rencontre Bruno Sammartino qui lui propose de venir l'affronter à Pittsburgh au Studio Wrestling, la fédération de Sammartino. C'est dans cette fédération qu'il adopte le nom de ring de George Steele ; Steele en référence à Steel City qui est le surnom de Pittsburgh et George est un prénom dit par une des personnes présentes avant son combat face à Sammartino. Il y devient le principal rival de Sammartino avec qui il a les meilleurs combats de sa carrière.

## Mort
Le 16 février 2017, Myers meurt à l'hôpital, à cause d'une insuffisance rénale à l’âge de 79 ans.